# Ringer-Ozeanienmeisterschaften 1988
Die Ringer-Ozeanienmeisterschaften 1988 wurden um den 28. Mai 1988 in der australischen Stadt Melbourne ausgetragen, gerungen wurde ausschließlich im Freistil. Erfolgreichste Nationen bei der zweiten Austragung der Kontinentalmeisterschaften waren der Gastgeber Australien sowie Neuseeland mit jeweils fünf Titelgewinnen.
In der Gewichtsklasse bis 48 Kilogramm trat lediglich ein Teilnehmer an. Ob Ross Tanner trotzdem eine Goldmedaille verliehen bekommen hat, ist nicht bekannt.

## Ergebnisse
| Gewichtsklasse | Gold              | Silber             | Bronze              |
| -------------- | ----------------- | ------------------ | ------------------- |
| bis 48 kg      | Ross Tanner       | nur ein Teilnehmer |                     |
| bis 52 kg      | Juni Armstrong    | D. Gwatkin         | Marcus Coates       |
| bis 57 kg      | Brent Hollamby    | Paul Kirkby        | nur zwei Teilnehmer |
| bis 62 kg      | Steven Reinsfield | Musa Ilhan         | Greg Hurley         |
| bis 68 kg      | Cris Brown        | Wayne Wrathall     | S. Bennett          |
| bis 74 kg      | Philip Fox        | M. Williams        | W. McCrae           |
| bis 82 kg      | David Rutten      | W. Brown           | S. Kuss             |
| bis 90 kg      | Michael Shilton   | Reuben Tucker      | G. Simon            |
| bis 100 kg     | Lee Mihail        | Gavin Avery        | K. Deininger        |
| bis 130 kg     | Andrew Renney     | Ron Jones          | nur zwei Teilnehmer |

## Medaillenspiegel
| Platz | Land       | Gold | Silber | Bronze | Gesamt |
| ----- | ---------- | ---- | ------ | ------ | ------ |
| 1.    | Australien | 5    | 5      | 4      | 14     |
| 2.    | Neuseeland | 5    | 3      | 3      | 11     |
| 3.    | Guam       | 0    | 1      | 0      | 1      |